# Publieksreclame voor geneesmiddelen

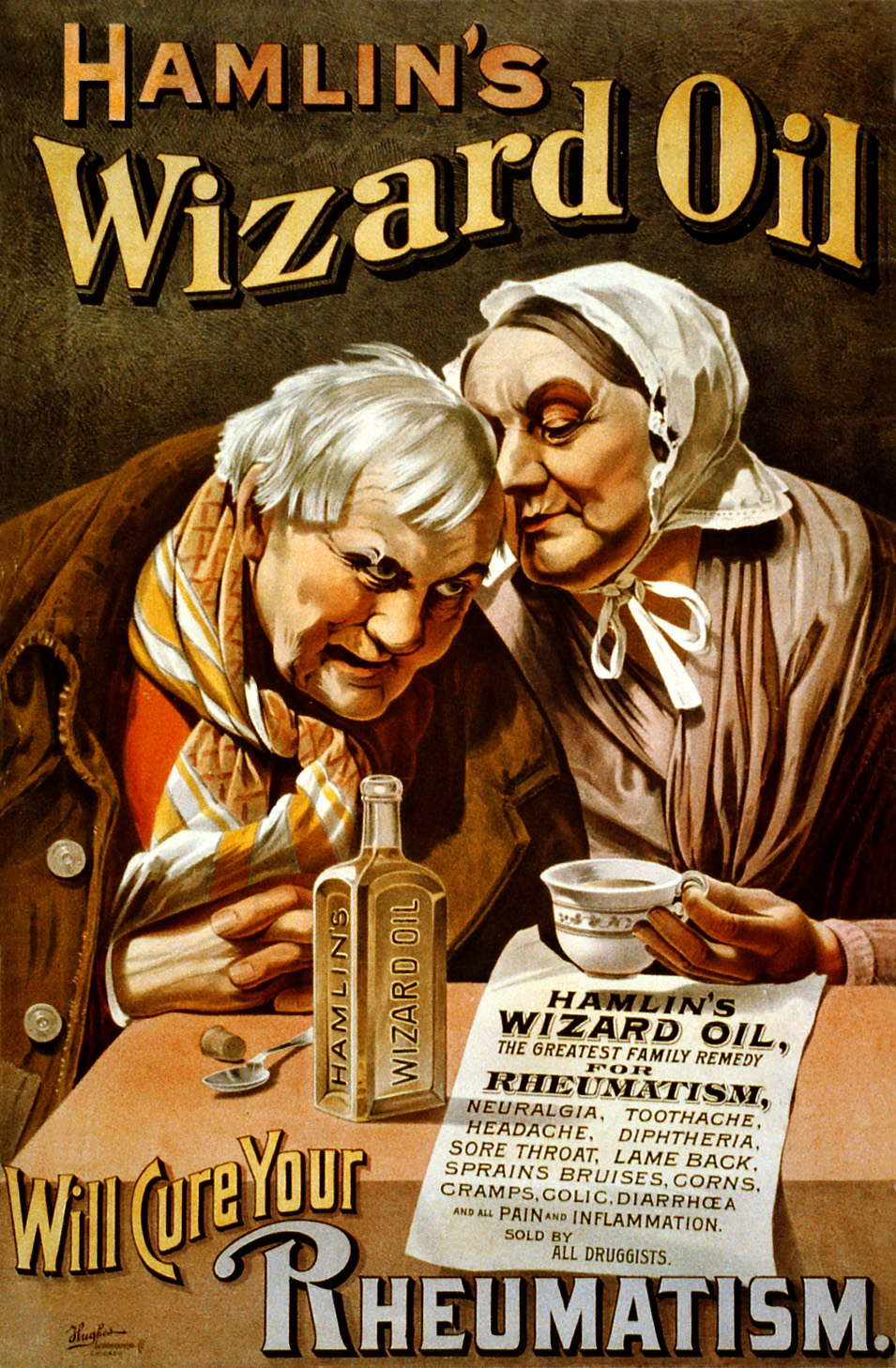
Reclame voor Hamlin's Wizard Oil, een medicijn tegen reuma

Onder publieksreclame voor geneesmiddelen verstaat men aanprijzing in het openbaar van geneesmiddelen of medische hulpmiddelen die gericht is op het grote publiek, dat wil zeggen op patiënten en niet op beroepsbeoefenaren, zoals artsen.
Voorlichting over ziekten die geen enkele verwijzing naar een middel bevat, wordt niet als publieksreclame beschouwd.

## Code, Geneesmiddelenwet en toetsing
In 1993 werd in het kader van de zelfregulering  met beroepsbeoefenaren en de fabrikanten van geneesmiddelen  de Gedragscode publieksreclame geneesmiddelen overeengekomen die  onder andere publieksreclame verbiedt voor alle middelen die uitsluitend op recept te verkrijgen zijn. 
In 2007 werden soortgelijke Europese regels opgenomen in de Geneesmiddelenwet. (H9; art 85-90)
De code functioneert nog voor toetsing van reclame voor vrij verkrijgbare geneesmiddelen en voor op beroepsbeoefenaren, zoals artsen, gerichte reclame.
Sinds 1926 is de Keuringsraad Openlijke Aanprijzing Geneesmiddelen (KOAG) belast met preventief onderzoek naar geneesmiddelenreclame.
De Stichting Code Geneesmiddelen Reclame houdt zich bezig met toetsen van bijvoorbeeld reclame in vakbladen.

## Beperkingen
- Reclame is verboden voor middelen die uitsluitend op recept verkrijgbaar zijn, en voor middelen die weliswaar vrij verkrijgbaar zijn, maar onder de Opiumwet vallen (bijvoorbeeld hoestdrank met codeïne).
- Er moet een apotheker eindverantwoordelijk zijn voor de reclame.
- Het verstrekken van monsters is verboden.
- De reclame moet waarheidsgetrouw zijn, mag alleen gemaakt worden voor middelen tegen kwalen die zonder arts kunnen worden vastgesteld. Het inspelen op angst wordt niet acceptabel gevonden.
- Reclame moet gemakkelijk als zodanig herkenbaar zijn.
- Er mag niet worden gezegd dat het middel gegarandeerd, veilig, aanbevolen door enzovoorts is.

## Kritiek
- Gevaarlijke pijnstillers; voor NSAID’s (Aleve = naproxen; voltaren = diclofenac; Nerofen = ibuprofen) wordt veel reclame gemaakt. Artsen zijn echter terughoudend met het voorschrijven ervan. Vaak worden ze gebruikt om maagbloedingen te voorkomen, gecombineerd met een maagbeschermer. De laatste wordt echter alleen op recept verstrekt.[1]
- Kwakzalverij; kennelijk kunnen wet en code niet voorkomen dat er knollen voor citroenen verkocht worden (bijvoorbeeld de producten van de firma A Vogel of Voorhoeve Schwabe Merkgeneesmiddelen).
- Farmaceutische firma’s weten reclame voor hun product te maken, door een publieksactie waarin voorlichting over een kwaal wordt gegeven zonder een middel te  noemen te combineren met een op artsen gerichte actie. Voorbeelden uit de laatste jaren zijn schimmelnagel en erectiestoornissen.